# Reggie’s Prayer
Reggie’s Prayer es una película estadounidense de drama y deporte de 1996, escrita y dirigida por Paul McKellips, y protagonizada por Reggie White, Pat Morita, Cylk Cozart y Emilio Delgado, entre otros (Brett Favre, Paul Wight y MC Hammer interpretan pequeños papeles). El filme fue realizado por Oregon Pacific Pictures y se estrenó el 1 de agosto de 1996.

## Sinopsis
Reggie Knox es un jugador de fútbol profesional que se retira, se siente insatisfecho, ya que no pudo ganar ningún campeonato. Knox empieza como entrenador en un programa de fútbol americano del colegio secundario de Portland, allí comienza una amistad con un alumno con problemas.